# Gypsophila microphylla
Gypsophila microphylla là loài thực vật có hoa thuộc họ Cẩm chướng. Loài này được (Schrenk) Fenzl mô tả khoa học đầu tiên năm 1842.